# Autocharis miltosoma
Autocharis miltosoma är en fjärilsart som beskrevs av Turner 1937. Autocharis miltosoma ingår i släktet Autocharis och familjen Crambidae. Inga underarter finns listade i Catalogue of Life.